# Četník ze Saint Tropez (filmová série)

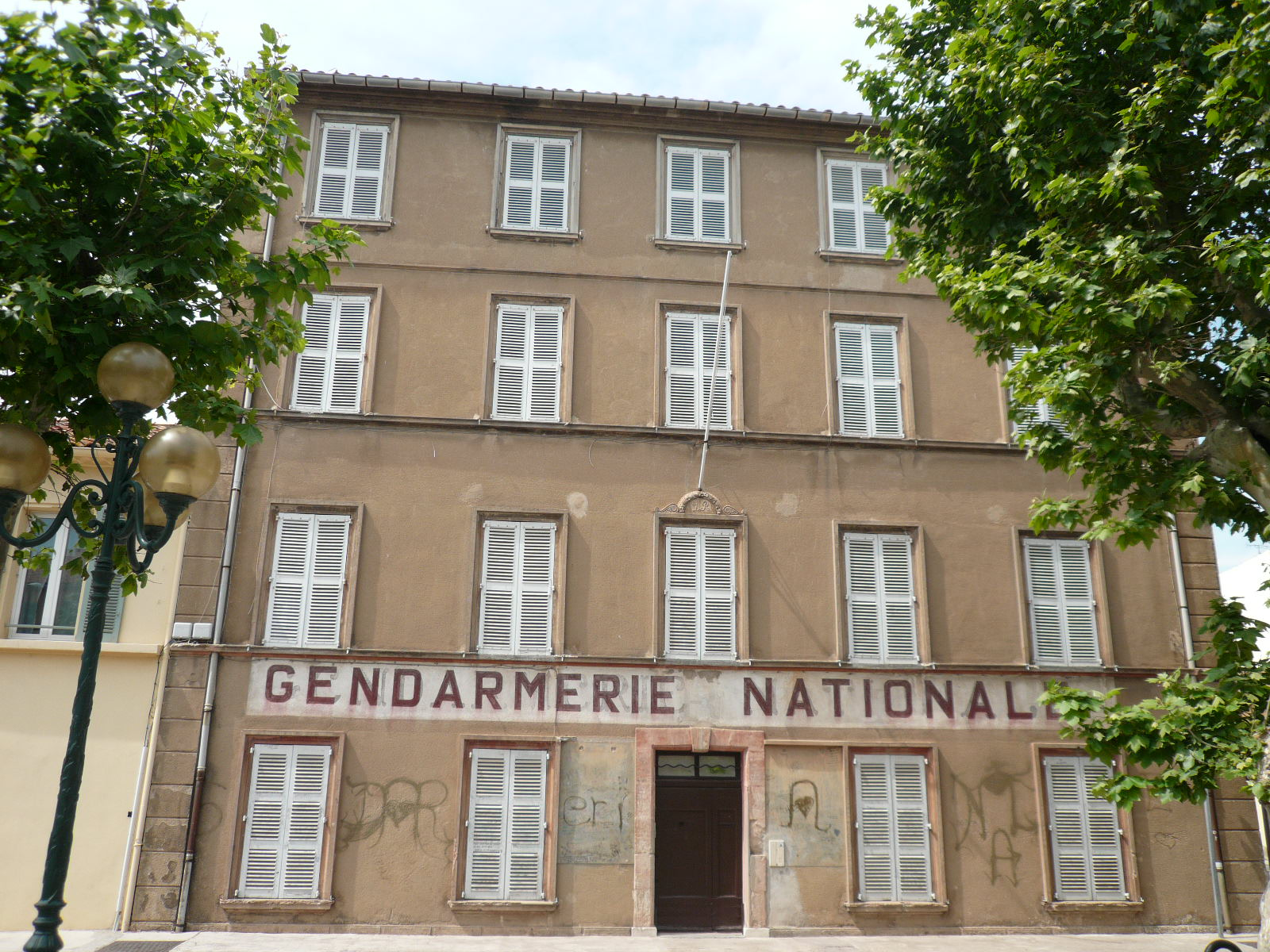
Četnická strážnice v Saint-Tropez, která byla využívána i ve filmech

Četník ze Saint Tropez (ve francouzském originále Le Gendarme de Saint-Tropez) je italsko-francouzská komediální filmová série z let 1964–1982. Všech šest filmů režíroval Jean Girault. Série pojednává o příhodách četníků ze stanice ve francouzském Saint-Tropez, kam je v prvním snímku převelen strážmistr Ludovic Cruchot, hlavní postava všech filmů, kterého ztvárnil Louis de Funès.
Společně s Louisem de Funèsem tvořili skupinu četníků především Michel Galabru (rotmistr Jérôme Gerber, velitel), Guy Grosso, Michel Modo, Jean Lefebvre a Christian Marin. Kromě Funèse hráli ve všech snímcích také Galabru, Grosso, Modo a France Rumilly, která ztvárnila řádovou sestru Klotyldu.
Pro budovu filmové četnické strážnice využili tvůrci snímků skutečnou stanici v Saint-Tropez, kterou četnictvo využívalo mezi lety 1879 a 2003. Poté v ní bylo vytvořeno Muzeum četnictva a filmu (Musée de la gendarmerie et du cinéma de Saint-Tropez).

## Seznam filmů
- 1964 – Četník ze Saint Tropez
- 1965 – Četník v New Yorku
- 1968 – Četník se žení
- 1970 – Četník ve výslužbě
- 1979 – Četník a mimozemšťané
- 1982 – Četník a četnice

## Nerealizované náměty
Po úspěchu filmu Četník a mimozemšťané se filmaři rozhodovali, kam dál. Vzniklo několik fantastických námětů, např. o pomstě mimozemšťanů (Gendarme et la revanche des Extra-terrestres), o letu četníků do vesmíru (Le Gendarme en orbite), o zmizení Cruchota v Bermudském trojúhelníku, či dokonce o cestě létajícím talířem do roku 1815, kde měli u Waterloo potkat Napoleona (Gendarme et l'Empereur). Do francouzského četnictva však v té době byly přijaty první ženy a autoři se nakonec rozhodli pro film na toto téma.

## Konec série filmů o četnících
Režisér Jean Girault zemřel 24. července 1982, během natáčení filmu Četník a četnice, který za něj dokončil Tony Aboyantz. Nedlouho po premiéře tohoto snímku zemřel dne 27. ledna 1983 i Louis de Funès, čímž filmová série o četnících skončila.